# Lithosia damavendi
Lithosia damavendi là một loài bướm đêm thuộc phân họ Arctiinae, họ Erebidae.